# 宜家家居效應
宜家家居效應（英語：IKEA effect）是一個認知偏誤，指出那些由用戶組裝的產品會被該用戶認定為擁有較高價值。此名稱取自瑞典著名家具生產商宜家家居，因其大部份產品均由用戶組裝，而其家具也大受歡迎並備受喜愛。此效應最早於2011年由美国哈佛商學院行为经济学教授丹·艾瑞里发现。